# 拉法埃尔·库贝利克
拉法埃尔·耶罗宁·库贝利克，KBE（捷克語：Rafael Jeroným Kubelík，1914年6月29日—1996年8月11日），捷克出生的瑞士指挥家，作曲家。

## 生平
在萨拉热窝事件爆发的第二天，拉法埃尔·库贝利克出生于奥匈帝国比乔里（在今捷克共和国境内）。他是小提琴演奏家扬·库贝利克和匈牙利伯爵夫人安娜·朱莉·玛丽·赛尔·冯·贝塞尼（Anna Julie Marie Széll von Bessenyö）的长子（这对夫妇有五个女儿和三个儿子）。
库贝利克随父亲学习小提琴，后14岁进入布拉格音乐学院，学习小提琴、钢琴、作曲和指挥，并于1933年毕业。在他的毕业音乐会上，他演奏了帕格尼尼的小提琴协奏曲及他自己为小提琴和管弦乐队创作的作品。库贝利克还会演奏钢琴，并于1935年在他父亲的美国巡演中担任伴奏。
1934年，库贝利与捷克爱乐乐团合作，首次登台指挥。1936－1939年以及1942－1948年间，他担任捷克爱乐乐团的指挥。1939年，他成为布尔诺国家剧院的音乐总监，直到1941年11月剧院被纳粹政权关闭。
1943年，他与捷克小提琴家卢德米拉·贝尔特洛娃结婚，育有一子。
1946年，他帮助创办了布拉格之春国际音乐节，并指挥了开幕音乐会。
在捷克的1948年二月事件后，库贝利克离开了捷克斯洛伐克，发誓直到全国解放不回捷克。他告诉记者：“我经历过一种形式的野蛮暴政，纳粹主义，原则上我不会经历另一种形式。”他在参加爱丁堡音乐节时叛逃到英国，后前往美国。1968年，布拉格之春因苏联入侵而结束后，他组织了一场国际抵制活动，西方许多主要古典艺术家都参加了这次抵制活动。
1949年库贝利克在芝加哥举行在美国的首次演出，1950年首次在萨尔茨堡音乐节演出（指挥维也纳爱乐乐团）。他在1950－1953年担任美国芝加哥交响乐团的指挥。1954年首次在萨德勒之井剧院演出。1955－1958年，任科文特花园剧院音乐总监。1961年，他接受了巴伐利亚广播交响乐团音乐总监的职位，直到1979年退休。
1961年，卢德米拉因车祸去世。1963年，他与澳大利亚女高音埃尔希·莫里森结婚。1967年，他成为瑞士公民。除了与巴伐利亚广播交响乐团的合作外，他还开始与琉森音乐节建立联系。
1972年，纽约大都会歌剧院的新任总经理戈兰·根特尔邀请库贝利克担任音乐总监一职，后于1974年离职。
在离开捷克斯洛伐克后的职业生涯中，库贝利克还曾与柏林爱乐乐团、波士顿交响乐团、芝加哥交响乐团、克利夫兰交响乐团、以色列爱乐乐团、伦敦交响乐团、纽约爱乐乐团、维也纳爱乐乐团和皇家音乐厅管弦乐团等合作。他的最后一场音乐会是与捷克爱乐乐团合作的。
1985年，由于健康不佳（特别是背部严重的关节炎），库贝利克从全职指挥退休。1989年的天鹅绒革命结束了捷克斯洛伐克的一党专政，1990年，他受邀重返捷克，指挥他创办的布拉格之春国际音乐节的开幕演出。他与捷克爱乐乐团录制了斯美塔那的《我的祖国》。他还录制了莫扎特的“布拉格”交响曲和德沃夏克的“新世界”交响曲。并获得捷克爱乐乐团终身荣誉指挥的称号。
库贝利克于1996年在瑞士的卢塞恩去世，享年82。他葬于布拉格的捷克国家墓园。他和他的父亲被安葬在维谢赫拉德公墓的纪念陵墓“斯拉文”。同一个墓碑上刻着他、他父亲和阿尔丰斯·穆夏的名字。

## 評價
库贝利克是诠释捷克音乐的权威，他曾分別與捷克愛樂樂團（兩次）、芝加哥交響樂團、維也納愛樂樂團、波士頓交響樂團、巴伐利亞廣播交響樂團灌录了六次斯美塔那的《我的祖国》以及德沃夏克几乎全部管弦乐作品，还有萊奧什·楊納傑克的作品。他在德国唱片公司下与巴伐利亚广播交响乐团的合作已成为乐坛上又一对绝配。
当然，库贝利克不限于捷克音乐，他也录了很多德国作曲家的录音，如贝多芬交响曲，瓦格纳的歌剧《罗恩格林》。

## 作品節選

### 作曲
库贝利克创作了5部歌剧，2首交响曲，4首弦乐四重奏，小提琴协奏曲，大提琴协奏曲，歌曲，室内乐。莱昂内尔·索特将他的音乐风格描述为“新浪漫主义”。

### 商業錄音
- (CD). Galleria. Deutsche Grammophon. Barcode 028943507424.

## 外部連結
- 拉法埃尔·库贝利克的Discogs页面（英文）